# Vuelta a España 1984
La Vuelta a España 1984, trentanovesima edizione della corsa, si è svolta in diciannove tappe, la diciottesima suddivisa in due semitappe, precedute da un cronoprologo iniziale, dal 17 aprile al 6 maggio 1984, per un percorso totale di 3593 km. La vittoria fu appannaggio del francese Éric Caritoux, che completò il percorso in 90h08'03", precedendo lo spagnolo Alberto Fernández Blanco e il tedesco occidentale Reimund Dietzen.

## Tappe
| Tappa  | Data      | Percorso                                                        | km   | Vincitore di tappa  | Leader cl. generale |
| ------ | --------- | --------------------------------------------------------------- | ---- | ------------------- | ------------------- |
| Prol.  | 17 aprile | Jerez de la Frontera > Jerez de la Frontera (cron. individuale) | 6,6  | Francesco Moser     | Francesco Moser     |
| 1ª     | 18 aprile | Jerez de la Frontera > Malaga                                   | 272  | Noël Dejonckheere   | Francesco Moser     |
| 2ª     | 19 aprile | Malaga > Almería                                                | 202  | Guido Van Calster   | Francesco Moser     |
| 3ª     | 20 aprile | Mojácar > Elche                                                 | 204  | Jozef Lieckens      | Francesco Moser     |
| 4ª     | 21 aprile | Elche > Valencia                                                | 197  | Noël Dejonckheere   | Francesco Moser     |
| 5ª     | 22 aprile | Valencia > Salou                                                | 245  | Jozef Lieckens      | Francesco Moser     |
| 6ª     | 23 aprile | Salou > Sant Quirze del Vallès                                  | 113  | Michel Pollentier   | Francesco Moser     |
| 7ª     | 24 aprile | Sant Quirze del Vallès > Rasos de Peguera                       | 184  | Éric Caritoux       | Pedro Delgado       |
| 8ª     | 25 aprile | Cardona > Saragozza                                             | 269  | Roger De Vlaeminck  | Pedro Delgado       |
| 9ª     | 26 aprile | Saragozza > Soria                                               | 159  | Orlando Maini       | Pedro Delgado       |
| 10ª    | 27 aprile | Soria > Burgos                                                  | 148  | Palmiro Masciarelli | Pedro Delgado       |
| 11ª    | 28 aprile | Burgos > Santander                                              | 182  | Francesco Moser     | Pedro Delgado       |
| 12ª    | 29 aprile | Santander > Laghi di Enol                                       | 199  | Reimund Dietzen     | Éric Caritoux       |
| 13ª    | 30 aprile | Cangas de Onís > Oviedo                                         | 170  | Guido Van Calster   | Éric Caritoux       |
| 14ª    | 1º maggio | Lugones > Monte Naranco (cron. individuale)                     | 12   | Julián Gorospe      | Éric Caritoux       |
| 15ª    | 2 maggio  | Oviedo > León                                                   | 121  | Antonio Coll        | Éric Caritoux       |
| 16ª    | 3 maggio  | León > Valladolid                                               | 138  | Daniel Rossel       | Éric Caritoux       |
| 17ª    | 4 maggio  | Valladolid > Segovia                                            | 258  | José Recio          | Éric Caritoux       |
| 18ª-1ª | 5 maggio  | Segovia > Torrejón de Ardoz                                     | 145  | Jesús Suárez Cueva  | Éric Caritoux       |
| 18ª-2ª | 5 maggio  | Torrejón de Ardoz > Torrejón de Ardoz (cron. individuale)       | 33   | Julián Gorospe      | Éric Caritoux       |
| 19ª    | 6 maggio  | Torrejón de Ardoz > Madrid                                      | 139  | Noël Dejonckheere   | Éric Caritoux       |
| Totale | Totale    | Totale                                                          | 3593 |                     |                     |

## Evoluzione delle classifiche
| Tappa              | Vincitore           | Classifica generale Maglia oro | Classifica a punti Maglia azzurra | Classifica scalatori Maglia verde | Classifica a squadre |
| ------------------ | ------------------- | ------------------------------ | --------------------------------- | --------------------------------- | -------------------- |
| Prol.              | Francesco Moser     | Francesco Moser                | Francesco Moser                   | non assegnata                     | Reynolds             |
| 1ª                 | Noël Dejonckheere   | Francesco Moser                | Noël Dejonckheere                 | Ángel Camarillo                   | Reynolds             |
| 2ª                 | Guido Van Calster   | Francesco Moser                | Guido Van Calster                 | Ángel Camarillo                   | Reynolds             |
| 3ª                 | Jozef Lieckens      | Francesco Moser                | Guido Van Calster                 | Ángel Camarillo                   | Reynolds             |
| 4ª                 | Noël Dejonckheere   | Francesco Moser                | Noël Dejonckheere                 | Felipe Yáñez                      | Reynolds             |
| 5ª                 | Jozef Lieckens      | Francesco Moser                | Noël Dejonckheere                 | Felipe Yáñez                      | Teka                 |
| 6ª                 | Michel Pollentier   | Francesco Moser                | Noël Dejonckheere                 | Felipe Yáñez                      | Teka                 |
| 7ª                 | Éric Caritoux       | Pedro Delgado                  | Noël Dejonckheere                 | Felipe Yáñez                      | Teka                 |
| 8ª                 | Roger De Vlaeminck  | Pedro Delgado                  | Noël Dejonckheere                 | Felipe Yáñez                      | Teka                 |
| 9ª                 | Orlando Maini       | Pedro Delgado                  | Noël Dejonckheere                 | Felipe Yáñez                      | Teka                 |
| 10ª                | Palmiro Masciarelli | Pedro Delgado                  | Noël Dejonckheere                 | Felipe Yáñez                      | Teka                 |
| 11ª                | Francesco Moser     | Pedro Delgado                  | Guido Van Calster                 | Felipe Yáñez                      | Teka                 |
| 12ª                | Reimund Dietzen     | Éric Caritoux                  | Guido Van Calster                 | Felipe Yáñez                      | Teka                 |
| 13ª                | Guido Van Calster   | Éric Caritoux                  | Guido Van Calster                 | Felipe Yáñez                      | Teka                 |
| 14ª                | Julián Gorospe      | Éric Caritoux                  | Guido Van Calster                 | Felipe Yáñez                      | Teka                 |
| 15ª                | Antonio Coll        | Éric Caritoux                  | Guido Van Calster                 | Felipe Yáñez                      | Teka                 |
| 16ª                | Daniel Rossel       | Éric Caritoux                  | Guido Van Calster                 | Felipe Yáñez                      | Teka                 |
| 17ª                | José Recio          | Éric Caritoux                  | Guido Van Calster                 | Felipe Yáñez                      | Teka                 |
| 18ª-1ª             | Jesús Suárez Cuevas | Éric Caritoux                  | Guido Van Calster                 | Felipe Yáñez                      | Teka                 |
| 18ª-2ª             | Julián Gorospe      | Éric Caritoux                  | Guido Van Calster                 | Felipe Yáñez                      | Teka                 |
| 19ª                | Noël Dejonckheere   | Éric Caritoux                  | Guido Van Calster                 | Felipe Yáñez                      | Teka                 |
| Classifiche finali | Classifiche finali  | Éric Caritoux                  | Guido Van Calster                 | Felipe Yáñez                      | Teka                 |

## Classifiche finali

### Classifica generale
| Pos. | Corridore                | Squadra    | Tempo     |
| ---- | ------------------------ | ---------- | --------- |
| 1    | Éric Caritoux            | Skil       | 90h08'03" |
| 2    | Alberto Fernández Blanco | Zor        | a 6"      |
| 3    | Reimund Dietzen          | Teka       | a 1'33"   |
| 4    | Pedro Delgado            | Reynolds   | a 1'43"   |
| 5    | Edgar Corredor           | Teka       | a 3'40"   |
| 6    | Julián Gorospe           | Reynolds   | a 4'41"   |
| 7    | José Patrocinio Jiménez  | Teka       | a 7'10"   |
| 8    | Vicente Belda            | Kelme      | a 7'14"   |
| 9    | José Recio               | Kelme      | a 7'21"   |
| 10   | Francesco Moser          | Gis Gelati | a 8'41"   |

### Classifica a punti
| Pos. | Corridore         | Squadra      | Punti |
| ---- | ----------------- | ------------ | ----- |
| 1    | Guido Van Calster | Del Tongo    | 204   |
| 2    | Noël Dejonckheere | Teka         | 168   |
| 3    | Jozef Lieckens    | Safir        | 138   |
| 4    | Francesco Moser   | Gis Gelati   | 110   |
| 5    | Benny Van Brabant | Tönissteiner | 102   |

### Classifica scalatori
| Pos. | Corridore                | Squadra  | Punti |
| ---- | ------------------------ | -------- | ----- |
| 1    | Felipe Yáñez             | Orbea    | 81    |
| 2    | José Luis Laguía         | Reynolds | 59    |
| 3    | Éric Caritoux            | Skil     | 50    |
| 4    | Vicente Belda            | Kelme    | 49    |
| 5    | Alberto Fernández Blanco | Zor      | 40    |

### Classifica sprint
| Pos. | Corridore           | Squadra    | Punti |
| ---- | ------------------- | ---------- | ----- |
| 1    | Jozef Lieckens      | Safir      | 39    |
| 2    | Eddy Vanhaerens     | Safir      | 30    |
| 3    | Mariano Bayon       | Dormilon   | 17    |
| 4    | Antonio Coll        | Teka       | 12    |
| 5    | Palmiro Masciarelli | Gis Gelati | 11    |

### Classifica sprint speciali
| Pos. | Corridore          | Squadra      | Punti |
| ---- | ------------------ | ------------ | ----- |
| 1    | Jesús Suárez Cueva | Hueso        | 35    |
| 2    | José Maria Caroz   | Dormilon     | 19    |
| 3    | Daniel Rossel      | Tönissteiner | 15    |
| 4    | Jean-Claude Bagot  | Skil         | 13    |
| 5    | Antonio Coll       | Teka         | 8     |